# Nick Kenny (darter)
Nick Kenny (Newport, 13 maart 1993) is een darter uit Wales die uitkomt voor de PDC. In 2020 won hij zijn PDC Tourkaart voor 2020/2021. In 2023 won Kenny opnieuw zijn PDC Tourkaart, nu voor 2023/2024.

## Resultaten op Wereldkampioenschappen

### BDO
- 2017: Laatste 32 (verloren van Glen Durrant met 1-3)
- 2018: Laatste 32 (verloren van Willem Mandigers met 0–3)
- 2020: Laatste 32 (verloren van Dennie Olde Kalter met 2-3)

### WDF

#### World Cup
- 2019: Halve finale (verloren van Peter Machin met 3-6)

### PDC
- 2021: Laatste 64 (verloren van Jermaine Wattimena met 1-3)
- 2022: Laatste 96 (verloren van Rowby-John Rodriguez met 0-3)
- 2025: Laatste 32 (verloren van Luke Humphries met 0-4)

### PDC World Youth Championship
- 2011: Laatste 64 (verloren van Arron Monk met 2-4)
- 2012: Laatste 32 (verloren van Ash Khayat met 4-5)
- 2015: Laatste 32 (verloren van Jeffrey de Zwaan met 3-6)
- 2016: Laatste 64 (verloren van Adam Smith-Neale met 2-6)